# Morkullor
Morkullor (Scolopax) är ett släkte med fåglar i familjen snäppor inom ordningen vadarfåglar. Släktet morkullor omfattar åtta nu levande arter:
- Amerikansk morkulla (S. minor)
- Morkulla (S. rusticola)
- Amamimorkulla (S. mira)
- Filippinmorkulla (S. bukidnonensis)
- Javamorkulla (S. saturata)
- Papuamorkulla (S. rosenbergii)
- Sulawesimorkulla (S. celebensis)
- Moluckmorkulla (S. rochussenii)

Lämningar av ytterligare två arter som dog ut under holocen har upptäckts i Västindien:
- Puertoricomorkulla (S. anthonyi)
- Hispaniolamorkulla (S. brachycarpa)